# فالنتين إيلييف
فالنتين إيلييف (بالبلغارية: Валентин Илиев)‏ هو لاعب كرة قدم بلغاري في مركز قلب الدفاع، ولد في 11 يوليو 1980 في Knezha ‏ في بلغاريا. شارك مع منتخب بلغاريا لكرة القدم. أما مع النوادي، فقد لعب مع بوتيف فراتسا وستيوا بوخارست وسسكا صوفيا وميتالوره زابورجيا ونادي أحمد غروزني ونادي فولين لوتسك ونادي يونيفيرسيتاتيا كرايوفا ويونيفرسيتاتيا كرايوفا.

## وصلات خارجية
- فالنتين إيلييف على موقع اتحاد أوكرانيا (الإنجليزية)
- فالنتين إيلييف على موقع قاعدة بيانات كرة القدم.إي يو (الإنجليزية)
- فالنتين إيلييف على موقع ناشيونال فوتبول تيمز (الإنجليزية)
- فالنتين إيلييف على موقع Soccerway.com (الإنجليزية)
- فالنتين إيلييف على موقع عالم كرة القدم.نت (الإنجليزية)